# Steffen Kjærgaard
Steffen Kjærgaard, nascido a 24 de maio de 1973 em Tønsberg é um ciclista noruego já retirado.

## Biografia
Campeão da Noruega em 1994, Steffen Kjærgaard estreiou como profissional em 1996 com a equipa holandês TVM, após ter estado à prova com esta equipa e ganhando a Volta à Áustria no ano anterior. Esteve dois anos nesta equipa e depois uniu-se ao Team Chicky World em 1998, com o qual esteve outras duas temporadas. Durante este período, ganhou quatro vezes consecutivas o Campeonato da Noruega Contrarrelógio. Também destacou em carreiras por etapas como a Volta à Normandia, a Volta à Baviera ou o Circuito de la Sarthe.
Em 2000, alinhou pela equipa americana US Postal. Não consegue resultados individuais mas participa em dois dos sete Tour de France ganhados por Lance Armstrong, em 2000 e 2001. Em 2002, corre a Volta a Espanha como gregário de Roberto Heras quem acabaria segundo da classificação geral.
Em 2003, apesar de conseguir outro título nacional, não conseguiu renovar seu contrato e preferiu pôr fim à sua carreira desportiva.
Em outubro de 2012 confirmou ter-se dopado quando estava na equipa US Postal junto a Lance Armstrong entre 2000 e 2003. No entanto não foi sancionado pela Federação Norueguesa como os factos tinham prescrito, pois o prazo de prescrição é de oito anos.

## Palmarés
| 1994 - Campeonato da Noruega em Estrada 1995 - Volta à Áustria 1996 - Campeonato da Noruega Contrarrelógio 1997 - Campeonato da Noruega Contrarrelógio 1998 - Campeonato da Noruega Contrarrelógio - Volta à Baviera, mais 1 etapa - 1 etapa da Volta a Renania-Palatinado | 1999 - Campeonato da Noruega Contrarrelógio - 1 etapa da Volta à Baixa Saxónia - 1 etapa da Volta a Suécia - Circuito de la Sarthe - Volta à Normandia 2002 - 2.º no Campeonato da Noruega Contrarrelógio - 2.º no Campeonato da Noruega em Estrada 2003 - Campeonato da Noruega Contrarrelógio |

## Resultados nas grandes voltas

### Tour de France
- 2000 : 89.º
- 2001 : 101.º

### Volta a Espanha
- 2002 : abandono